# Liste deutscher Adelsgeschlechter/F
| Name                                           | Zeitraum                       | Anmerkungen | Wappen                                          |
| ---------------------------------------------- | ------------------------------ | --- | ----------------------------------------------- |
| Faber von Lanegg                               | 1666–1818                      | erloschenes tirolerisches Briefadelsgeschlecht; 1666 Adelsstand |                                                 |
| Fabrice / Fabricius                            | a) seit 1644 b) 1731– c) 1774– | mehrere Briefadelsgeschlechter |                                                 |
| Fagana                                         | 790 bis ?                      | bayerisches Hochadelsgeschlecht des Frühmittelalters | –                                               |
| Fahrensbach                                    | 1229–1725                      | deutsch-baltisches Adelsgeschlecht, dass ursprünglich dem rheinischen Adel zuzurechnen war, 1588 polnisches Indigenat, 1627 Aufnahme in den russischen Adel, 1677 kaiserlicher Grafenstand |                                                 |
| Faimingen                                      | bis 13. Jh.                    | erloschenes bayerisches Edelherrengeschlecht |                                                 |
| Falkenberg                                     | 1250–1733                      | hessisches und ostfälisches Adelsgeschlecht |                                                 |
| Falkenhausen                                   | seit 1734                      | fränkisch-preußisches Adelsgeschlecht, das der morganatischen Ehe des Markgrafen Carl Wilhelm Friedrich von Brandenburg-Ansbach mit der Falknerstochter Elisabeth Wünsch entstammt, somit eine Nebenlinie des Hauses Hohenzollern; 1747 Reichsfreiherrenstand; Linie Wald 1813 Immatrikulation im Königreich Bayern bei der Freiherrenklasse; für einen legitimierten Zweig der Linie Trautskirchen 1836 preußischer Adelsstand, 1862 preußischer Freiherrnstand, 1894 Namensmehrung als Freiherr von Friedenthal-Falkenhausen, vererblich am Besitz von Friedenthal |                                                 |
| Falkenhayn                                     | seit 1216                      | altes, sächsisches Adelsgeschlecht; 1682 böhmischer Freiherrenstand; 1689 böhmischer Grafenstand, 1690 Reichsgrafenstand (Wappenbesserung) |                                                 |
| Falkenstein (Bayern)                           | 1115–1272                      | erloschenes bayerisches Grafengeschlecht zur Stauferzeit; ab 1125 Grafen von Falkenstein-Neuburg |                                                 |
| Falkenstein (Harzgrafen)                       | 13. und 14. Jh.                | dynastisches Adelsgeschlecht am südöstlichen Harz | –                                               |
| Falkenstein (Hessen)                           | bis 1418                       | erloschenes, deutsches Adelsgeschlecht aus der Pfalz |                                                 |
| Falkenstein (Höllental)                        | ?                              | oberbadisches Adelsgeschlecht |                                                 |
| Falkenstein (Schramberg)                       | 12.–15. Jahrhundert            | ursprünglich auf der Baar beheimatetes, später Schwarzwälder Adelsgeschlecht |                                                 |
| Falkenstein (Schweiz)                          | 1201–1568                      | erloschenes, schweizerisches Adelsgeschlecht; Freiherren (1318) und Grafen (1224) |                                                 |
| Falkenstein (Vogtland)                         | ?                              | vogtländisches bzw. meißnisches Adelsgeschlecht |                                                 |
| Faucogney                                      | 12. bis 16. Jh.                | Adelsgeschlecht der Freigrafschaft Burgund |                                                 |
| Faulhaber                                      | Seit 13. Jh.                   | fränkisches Niederadelsgeschlecht |                                                 |
| Fechenbach                                     | 1214–1907                      | erloschenes Adelsgeschlecht aus Fechenbach bei Collenberg, Kanton Odenwald und Rhön-Werra |                                                 |
| Feilitzen                                      | seit 16. Jh.                   | deutsch-baltisch-schwedisches Adelsgeschlecht |                                                 |
| Feilitzsch                                     | seit 1365                      | altes, vogtländisch-fränkisches Adelsgeschlecht; 1847 Anerkennung des Freiherrenstandes und Immatrikulation im Königreich Bayern |                                                 |
| Felben                                         | seit 12. Jh.                   | ursprünglich edelfreies, bayerisch-salzburgerisches Adelsgeschlecht |                                                 |
| Feldmann                                       | seit 1567                      | südbadisches Adelsgeschlecht; 1567 in den Adelstand erhoben |                                                 |
| Felgenhauer                                    | seit 1519                      | briefadeliges, sächsisches Adelsgeschlecht; 1624 Reichsadelsstand |                                                 |
| Ferber                                         | seit 1704                      | mecklenburgisches Adelsgeschlecht, 1704 rittermäßiger Reichsadelsstand, 1798 mecklenburgisches Indigenat |                                                 |
| Ferber                                         | ab 1776                        | sächsisches Briefadelsgeschlecht; 1776 Adelsstand; 1789 Freiherrenstand |                                                 |
| Fere                                           | 1303 bis 15. Jh.               | erloschenes fränkisches Rittergeschlecht |                                                 |
| Ferentheil und Gruppenberg                     | seit 1576                      | böhmisches, schlesisches und preußisches Adelsgeschlecht |                                                 |
| Feringa                                        | 8. Jh.                         | frühes bajuwarisches Adelsgeschlecht der späteren agilolfingischen Zeit | –                                               |
| Fersen                                         | seit 1535                      | baltisches Adelsgeschlecht aus dem Stamm der von Versen. 1674 Freiherrenstand für die schwedische Linie, 1750 für die livländische, 1755 für die estländische; 1712 schwedischer Grafenstand für die schwedische Linie, 1795 russischer Grafenstand für die livländische Linie |                                                 |
| Fesenmayr                                      | 1625–1730                      | Augsburger Patriziergeschlecht; 1625 Erhebung in Reichsadelsstand |                                                 |
| Festetics                                      | seit ca. 1480                  | altes, kroatisches und österreichisch-ungarisches Adelsgeschlecht, das ursprünglich aus Turopolje stammt |                                                 |
| Fetzer von Ockenhausen                         | ?                              | schwäbisches Uradelsgeschlecht |                                                 |
| Feuerbach                                      | ab 1545 bis Anfang 17. Jh.     | erloschenes schlesisches Briefadelsgeschlecht; 1545 rittermäßiger Adelsstand |                                                 |
| Feuerstein von Feuersteinsberg                 | bis 1858                       | altes Vorarlberger, ursprünglich aus Bregenz stammendes, österreichisches Adelsgeschlecht, das in Böhmen Güter erwarb und dort ansässig wurde; 1757 Freiherrenstand; 1793 Grafenstand |                                                 |
| Fick                                           | seit 1769                      | ursprünglich fränkisches Adelsgeschlecht, das sich später in Linien in Baden und Oberpfalz aufteilte |                                                 |
| Fiegen                                         | 1382                           | deutsches Adelsgeschlecht aus dem Uradel Bremischen |                                                 |
| Fieger                                         | ?                              | Tiroler Adelsgeschlecht, das ursprünglich aus der Gemeinde Fügen im Zillertal stammt, später aber auch in Oberösterreich und in Salzburg begütert war |                                                 |
| Fikensolt                                      | 1123–1613                      | erloschenes niedersächsisches Adelsgeschlecht |                                                 |
| Filster                                        | ?                              | erloschenes niederländisch-westfälisches Adelsgeschlecht |                                                 |
| Finck                                          | ab 1820                        | sächsisches Briefadelsgeschlecht; 1820 Adelsstand |                                                 |
| Finck von Finckenstein                         | 1451                           | deutsches Adelsgeschlecht aus dem Uradel Preußens; 1710 Reichsgrafenstand als Finck von Finckenstein |                                                 |
| Finckh                                         | 1543                           | Briefadel; 1543 rittermäßiger Reichsadelsstand |                                                 |
| Finecke                                        | 1293–1796                      | altes, abgestorbenes mecklenburgisches Adelsgeschlecht |                                                 |
| Finsterlohe                                    | 1224–1572                      | erloschenes, fränkisches Adelsgeschlecht |                                                 |
| Fircks                                         | seit 1306                      | baltisches Uradelsgeschlecht; 1844 preußische Genehmigung zur Führung des Freiherrentitels |                                                 |
| Firmian                                        | seit 12. Jh.                   | Tiroler Adelsgeschlecht; 1526 Freiherrenstand; 1728 erblicher Reichsgrafenstand |                                                 |
| Fischer                                        | seit 1680                      | Berner Patrizierfamilie, die seit 1562 das Burgerrecht der Stadt Bern besitzt und heute der Gesellschaft zu Ober-Gerwern angehört; 1675 bis 1838 Pächterin des bernischen Postregals; 1680 Erhebung in den erblichen Reichsritterstand durch Kaiser Leopold I. |                                                 |
| Fischer-Treuenfeld                             | seit 1694                      | Geschlecht aus dem Harz; 1708 Ritterstand |                                                 |
| Fisenne                                        | seit 1701                      | 1701 Reichsadel für Georg Anton von Fisenne; 1827 preußischer Adel für Peter Georg von Fisenne; 1866 Erhebung in den niederländischen Adelsstand mit dem Titel Jonkheer für Pieter von Fisenne; 2001 Adelsbestätigung für den belgischen Familienzweig |                                                 |
| Flachslanden                                   | 1185–1839                      | erloschenes, oberelsässisches Adelsgeschlecht |                                                 |
| Flagingk                                       | 1740 bis ca. 1800              | erloschenes niedersächsisch-preußisches Adelsgeschlecht |                                                 |
| Flandern                                       | 9. Jh. bis 1280                | altfränkisches Grafengeschlecht |                                                 |
| Flanß                                          | 1154–1909                      | erloschenes, meißnerisches Geschlecht; Ausbreitung nach Thüringen, Brandenburg, Preußen, Rheinland, Reuß, Preußen und Kursachsen |                                                 |
| Fleckenbühl (genannt Bürgel)                   | 1243–1796                      | erloschenes oberhessisches Uradelsgeschlecht |                                                 |
| Fleckenstein                                   | 1129–1720                      | erloschenes, elsässisches Adelsgeschlecht; 1467 Reichsfreiherrenstand; |                                                 |
| Flehingen                                      | 14. bis 17. Jh.                | schwäbisches Adelsgeschlecht |                                                 |
| Flemming                                       | seit 1209                      | altes, pommersches Adelsgeschlecht; 1700 Reichsgrafenstand; 1888 preußischer Grafenstand |                                                 |
| Flersheim                                      | ?                              | niederer Adel der Kurpfalz im Mittelalter und der frühen Neuzeit |                                                 |
| Flerungen                                      | 1133 bis 15. Jh.               | erloschenes niederländisch-westfälisches Adelsgeschlecht |                                                 |
| Flondor                                        | 1432                           | altes, moldauisches Bojarengeschlecht, 1914 österreichische Freiherren |                                                 |
| Floß                                           | ?                              | bayerisches Adelsgeschlecht |                                                 |
| Flotow                                         | seit 1241                      | mecklenburgisches Uradelsgeschlecht; 1790 Reichsgrafenstand; 1829 bayerischer Freiherrenstand für eine andere Linie. |                                                 |
| Fölkersahm                                     | seit 1244                      | niedersächsischer Uradel, spätere Ausbreitung vor allem im Baltikum, 1853 und 1862 russischer Baronstitel |                                                 |
| Foller                                         | seit Mitte des 16. Jh.         | preußisches Adelsgeschlecht |                                                 |
| Folleville                                     | bis 19. Jh.                    | ursprünglich französisches Adelsgeschlecht, das in das Rheinland und nach Westfalen und Bayern kam |                                                 |
| Folliot de Crenneville                         | seit 11. Jh.                   | altadliges normannisches Geschlecht, das zu Beginn der Französischen Revolution nach Österreich emigrierte |                                                 |
| Forcade de Biaix                               | bis 1935                       | französisch-preußisches Adelsgeschlecht |                                                 |
| Forckenbeck                                    | seit 1804                      | münsterländisch-preußisches Adelsgeschlecht; 1804 Reichsadelsstand |                                                 |
| Forell                                         | seit 1803                      | westfälisch-preußisches Adelsgeschlecht; 1803 preußischer Adelsstand |                                                 |
| Forell                                         | ?                              | schweizerisch-preußisches Adelsgeschlecht |                                                 |
| Forster                                        | ?                              | egerländisches Adelsgeschlecht |                                                 |
| Förster                                        | ab 1624                        | schlesisches Briefadelsgeschlecht; 1624 Adelsstand |                                                 |
| Forster von Philippsberg                       | seit 1508                      | aus dem späteren Großherzogtum Posen stammendes Briefadelsgeschlecht |                                                 |
| Forsthain                                      | ab 1866                        | österreichisches Briefadelsgeschlecht |                                                 |
| Forstmeister                                   | 1245 (?) bis ?                 | erloschenes, fränkisches Adelsgeschlecht |                                                 |
| Forstmeister von Gelnhausen                    | 1239–1814                      | erloschenes, rheinisches Freiherrengeschlecht |                                                 |
| Förtsch von Thurnau                            | 1239–1551                      | altes, fränkisches Adelsgeschlecht |                                                 |
| Francken-Sierstorpff                           | seit 1637                      | rheinländisches Adelsgeschlecht, das auch nach Westfalen, Niedersachsen und Schlesien; 1637 Adelsdiplom; 1738 Freiherrenstand; 1786 und 1840 Grafenstand |                                                 |
| Frank von Frankenberg                          | ab 1629                        | Tiroler Briefadelsgeschlecht |                                                 |
| Frankenberg                                    | seit 1206                      | altes, schlesisches Adelsgeschlecht, 1655 böhmischer Freiherrenstand, 1700 böhmischer Grafenstand |                                                 |
| Frankenstein                                   | seit 1115                      | edelfreies, reichsunmittelbares Herrengeschlecht aus Odenwälder Uradel, hervorgegangen aus der Familie von Breuberg; 1560 Wappenvereinigung mit den abgestorbenen von Cleen; Reichsfreiherrenstand Wien 1670; |                                                 |
| Franking                                       | seit 1289                      | niederbayerischer Uradel; 1605 Reichsfreiherrenstand und bayerische Anerkennung, 1697 Reichsgrafenstand, 1698 bayerische Anerkennung, 1813 Eintragung bei der Grafenklasse der bayerischen Adelsmatrikel, 1839 österreichische Bestätigung des Grafenstandes |                                                 |
| Fransecky                                      | 1776–1930                      | wohl aus Ungarn herstammendes, zunächst in Ostpreußen auftretendes Geschlecht, preußischer Adelstand 1776, 1875 und 1915 |                                                 |
| Franzin von Zinnenberg                         | 1618 bis 19. Jh.               | erloschenes Tiroler Briefadelsgeschlecht |                                                 |
| Franzois                                       | 1222–1506                      | erloschenes westfälisches Adelsgeschlecht |                                                 |
| Fraunberg                                      | seit 1144                      | bayerisches Uradelsgeschlecht; 1630 Reichsfreiherren |                                                 |
| Fraunhofen                                     | 1077–1865                      | erloschenes bayerisches Uradelsgeschlecht |                                                 |
| Freckleben                                     |                                | zwei Familien: 1. eine erloschene, ritterliche Ministerialenfamilie, 2. Pfandherren auf Schloss Schneitlingen (Scheidingen) im Stift Halberstadt | Freckleben Freckleben (Schneitlingen)           |
| Freden                                         | 1142/58 bis 16. Jh.            | niedersächsisches Uradelsgeschlecht |                                                 |
| Frei von Treis                                 | seit 13. Jh.                   | rheinländisches, ursprünglich edelfreies Adelsgeschlecht |                                                 |
| Freiberg                                       | frühes 13. bis 17. Jahrhundert | meißnisch-sächsisches Adelsgeschlecht |                                                 |
| Freiburg                                       | 1236–1444                      | Nachkommen des Grafen Egino V. von Urach |                                                 |
| Freins von Nordstrand                          | bis 1704                       | erloschenes, schleswig-holsteinisches Adelsgeschlecht |                                                 |
| Freismersen                                    | ?                              | westfälisches Adelsgeschlecht |                                                 |
| Frenke                                         | 1208–1557                      | erloschenes niedersächsisches Adelsgeschlecht |                                                 |
| Frenz                                          | 13. Jahrhundert                | Adelsgeschlecht hervorgegangen aus dem Hause Limburg |                                                 |
| Frenzel                                        | seit 1544                      | Lausitzer Adelsgeschlecht; 1544 Adelserhebung |                                                 |
| Frese                                          | seit 1222                      | Adelsgeschlecht aus Bremen |                                                 |
| Freseken                                       | 1293 bis ca. 1600              | altes, westfälisches Adelsgeschlecht, Vasallen der Grafen von Arnsberg |                                                 |
| Freudenberg                                    | 1250–1594                      | altes, bayerisches Adelsgeschlecht |                                                 |
| Freuler                                        | ab 1637                        | Schweizer Briefadelsgeschlecht; 1637 erblicher Adelsstand |                                                 |
| Freundsberg                                    | seit 1122                      | altes, bayerisches Adelsgeschlecht |                                                 |
| Frey von Freyenfels                            | 1658–1804                      | erloschenes schlesisches Adelsgeschlecht; 1658/1671 nobilitiert, 1804 im Mannesstamm erloschen |                                                 |
| Frey von Treschklingen                         | 1319 bis 15. Jh.               | mittelalterliches Adelsgeschlecht mit Stammsitz in Treschklingen, heute Stadtteil von Bad Rappenau im Landkreis Heilbronn | –                                               |
| Freyberg                                       | seit 1237                      | edelfreies, schwäbisches Adelsgeschlecht mit Nebenlienien Freyberg-Eisenberg, Freyberg-Eisenberg zu Hopferau und Freyberg-Eisenberg zu Hohenfreyberg. Seit 1504 besteht auch ein briefadeliges Geschlecht von Freyberg, das 1909 die fürstlich, anhalt-köthensche Adelsanerkennung erhielt. |                                                 |
| Freyburg                                       | 1703–1940                      | mecklenburgisches und preußisches Adelsgeschlecht |                                                 |
| Freydorf                                       | 1781                           | badische Adelsfamilie; 1857 badische Adelsanerkennung. |                                                 |
| Freyenfels (Mähren)                            | 1663–1819                      | erloschenes mährisch-österreichisches Adelsgeschlecht; 1663 erblicher Adelsstand |                                                 |
| Freyenfels (Schlesien)                         | 1658–1804                      | erloschenes schlesisches Adelsgeschlecht; 1658/1671 nobilitiert, 1804 im Mannesstamm erloschen |                                                 |
| Freyhold                                       | seit ca. 1750                  | preußisches Adelsgeschlecht deutsch-russischen Ursprungs. |                                                 |
| Freymann                                       | seit 1666                      | baltisches Adelsgeschlechts im früheren Livland, später in Schweden, Finnland, Russland und Deutschland |                                                 |
| Friberg                                        | bis 14. Jh.                    | erloschenes, Schweizer Adelsgeschlecht aus dem Vorderrheintal |                                                 |
| Friderich von Fridstein                        | 1630–1730                      | erloschenes, österreichisches Adelsgeschlecht; 1630 Reichsadelsstand |                                                 |
| Friedingen                                     | 1158–1568                      | edelfreies, schwäbisches Adelsgeschlecht |                                                 |
| Frielingen                                     | ab ca. 1142 bis 15. Jh.        | erloschenes hessisches Adelsgeschlecht |                                                 |
| Fries                                          | 1248–1374/1379                 | erloschene, kyburgische Ministerialenfamilie in der Schweiz | –                                               |
| Fries                                          | ab 1757                        | Schweizer Briefadelsgeschlecht; 1757 Ritterstand, 1762 Freiherrnstand und 1783 Reichsgrafenstand |                                                 |
| Friesack                                       | 1256 bis ?                     | brandenburgische Ritterfamilie | –                                               |
| Friesen                                        | seit 1388                      | erscheint erstmals urkundlich in Franken, später vor allem in Thüringen und Sachsen; 1653 Reichsfreiherrenstand, 1702 Reichsgrafenstand; seit 1842 heißt ein Zweig Freiherr von Friesen genannt von Leyßer, seit 1880 ein weiterer Freiherr von Friesen-Miltitz |                                                 |
| Friesendorf                                    | ab 1297                        | westfälisches Adelsgeschlecht, das auch nach Livland kam |                                                 |
| Friesenhausen                                  | bis 1806                       | erloschenes westfälisches Adelsgeschlecht |                                                 |
| Fristingen                                     | 1220–1464                      | bayerisches Adelsgeschlecht |                                                 |
| Fritsch                                        | seit 1440                      | sächsisches Adelsgeschlecht. Erscheint erstmals Mitte des 15. Jahrhunderts. 1730 Adels- und 1742 Reichsfreiherrenstand |                                                 |
| Frohburg                                       | 10. Jahrhundert bis 1367       | erloschenes Hochadelsgeschlecht in der Nordwestschweiz |                                                 |
| Fröhlich von Fröhlichsburg                     | 1539–17. Jh. / 1573–ca. 1820   | Tiroler Adelsgeschlechter; ältere Linie: 1539 rittermäßiger Adelsstand; jüngere Linie: 1573 Reichsadelsstand, 1680 rittermäßiger, erblicher Adelsstand, 1702 Adelsbestätigungsdiplom, ca. 1820 im Mannesstamm erloschen |                                                 |
| Frömmstedt                                     | seit 1084/88                   | thüringisches Adelsgeschlecht | –                                               |
| Fronau                                         | ?                              | oberpfälzisches, später österreichisches Adelsgeschlecht |                                                 |
| Froreich                                       | seit 1412 in Pommern           | deutsch-baltisches und pommersches Adelsgeschlecht |                                                 |
| Frydag                                         | seit 1198                      | westfälisches Uradelsgeschlecht |                                                 |
| Fuchs                                          | seit 1218                      | fränkisches Adelsgeschlecht |                                                 |
| Fuchs von Fuchsberg                            | 1267–1828                      | ritterbürtiges Tiroler Adelsgeschlecht mit dem Stammhaus Fuchsberg in St. Pauls-Eppan, das später auch in Bayern und Österreich ansässig war; 1602 Freiherrenstand, 1633 Grafenstand |                                                 |
| Fugger / Fugger vom Reh / Fugger von der Lilie | seit 1367                      | schwäbisches Adelsgeschlecht des Hochadels (inkl. Fugger-Glött, Fugger-Babenhausen und Fugger-Wellenburg); 1530 Reichsadelsstand; 1514 Reichsgrafenstand; 1803 Reichsfürstenstand | Stammwappen Fugger vom Reh Fugger von der Lilie |
| Fulbach                                        | 1235 bis 16. Jahrhundert (?)   | erloschenes, fränkisches und hessisch-fuldaisches Adelsgeschlecht |                                                 |
| Fullen                                         | bis 1798                       | erloschenes niedersächsisches Adelsgeschlecht |                                                 |
| Füllstein                                      | seit 13. Jh.                   | mährisch-schlesisches Adelsgeschlecht |                                                 |
| Funck von Senftenau                            | ab ca. 1300                    | schwäbisches Patrizier- und Adelsgeschlecht |                                                 |
| Funcke                                         | ab 1732/1742/1763              | sächsisches Briefadelsgeschlecht; 1732/1742/1763 Adelsstand |                                                 |
| Fünfkirchen                                    | seit 1275                      | österreichisches Adelsgeschlecht; 1698 erblicher Grafenstand |                                                 |
| Fürer von Haimendorf                           | seit 1295                      | eine der ältesten Patrizierfamilien der Freien Reichsstadt Nürnberg; 1813 in den einfachen bayerischen Adel immatrikuliert |                                                 |
| Fürfeld                                        | 1302–1471                      | mittelalterlicher Ortsadel von Fürfeld; Wappengleichheit mit den Grafen von Neipperg |                                                 |
| Fürst und Kupferberg                           | bis 18. Jh.                    | erloschenes, schlesisches Adelsgeschlecht |                                                 |
| Fürstenberg                                    | seit 1218                      | süddeutsches Fürstengeschlecht (nicht mit den nachfolgenden Freiherren von Fürstenberg aus Westfalen verwandt) |                                                 |
| Fürstenberg                                    | seit 1295                      | westfälischer Uradel; 1660 Reichsfreiherrenstand; 1840 preußischer Grafenstand als Grafen von Fürstenberg-Stammheim sowie 1843 als Grafen von Fürstenberg-Herdringen; 1887 belgische Adelsnaturalisation als Comte de Furstenberg. |                                                 |
| Fürstenberg                                    | 1348–1363                      | Otto und Ulrich von Dewitz wurden als „greve tho Vorstenberghe“ in den Grafenstand erhoben |                                                 |
| Fürstenbusch                                   | bis 1837                       | erloschener Uradel des Herzogtums Jülich; die gräfliche (österreichische) Linie mutmaßlich eine morganatische Linie des Kurfürsten Philipp Wilhelm von der Pfalz, Herzog von Jülich-Berg (* 1615; † 1690); 1690 kaiserliche Anerkennung des alten Adels, 1702 Bestätigung des erbländ.-österr. Adelsstandes, 1707 ungarischer alter Herrenstand, 1715 ungarisches Indigenat, 1736 böhmischer Grafenstand |                                                 |
| Fürstenstein (auch Camus von Fürstenstein)     | seit 1812                      | gräfliches Adelsgeschlecht aus dem ehemaligen Königreich Westphalen |                                                 |
| Furtenbach                                     | bis 20. Jh.                    | schwäbisches Adelsgeschlecht |                                                 |